# Robb Stark
Robb Stark kitalált szereplő George R. R. Martin amerikai író A tűz és jég dala című fantasy regénysorozatában, valamint annak televíziós adaptációjában, a Trónok harcában.
Az 1996-os Trónok harca című regényben bemutatkozó szereplő Eddard Starknak, az Északon fekvő Deres urának legidősebb fia és örököse. Robb az 1998-as Királyok csatájában és a 2000-es Kardok viharában is szerepel.
A HBO Trónok harca című televíziós sorozatában Robb Starkot Richard Madden alakította három évadon keresztül.
A sorozat magyar nyelvű változatában a szereplő állandó szinkronhangja Csőre Gábor.

## A szereplő leírása

### Összefoglalás
Robb a Trónok harca (1996) című regény elején tizennégy éves, Eddard és Catelyn Stark (leánykori nevén Tully) legidősebb fia, öt testvére van:  Sansa, Arya, Bran, Rickon, valamint egy féltestvére, Havas Jon (akit a könyvsorozat elején Ned törvénytelen gyermekeként mutatnak be). Testvéreihez hasonlóan az első kötet elején Robb is örökbe fogad egy rémfarkaskölyköt, melyet Szürke Szélnek nevez el.
Amikor Ned Stark Királyvárba utazik, hogy a király segítőjévé váljon, legidősebb törvényes örökösként Robb lesz Deres ura. Apja lefejezésének hírére Robbot Észak Királyának nevezik ki az őt szolgálók , ahelyett hogy az apját kivégeztető  Lannisterek befolyása alatt álló Joffrey Baratheon király előtt hajtanának térdet. Habár Robb megnyeri magának Észak, valamint Folyóvidék támogatását a Ned kivégzése miatt kirobbant háborúban és győzelmet győzelemre halmoz a Lannister seregek ellen, a Vörös Nász néven elhíresült esküvőn egy árulásban orvul meggyilkolják.

### Áttekintés
Robb Stark a könyvekben nem nézőpontkarakter, cselekedeteivel az olvasók csak más szereplők (például a szereplő anyja vagy Theon Greyjoy) megfigyelésein keresztül találkozhatnak. Robb a könyvekben többnyire háttérszereplő.
James Poniewozik (Time magazin) úgy írja le Robb-ot, mint aki apjánál kevésbé vágyik a megtorlásra, ugyanakkora sokkal  gyakorlatiasabb is. Poniewozik leírása Robb sorozatbeli változatáról a szereplő Nedtől való különbözőségére fókuszál: „Robb a tettek mezejére lépett, hogy átvegye apja helyét, mint Deres ura és a sorozat központi alakja. Sosem láthattuk, hogy Ned milyen harcos volt a csatamezőkön, de Királyvárban kiszámítható harcot vívott és ebbe bele is halt. Robb, a Lannister-seregek létszámát látva, képesnek mutatkozik a színlelt támadásokra és megtévesztésekre – noha ehhez fel kell áldoznia 2000 embert és együtt élnie azzal a tudattal, hogy öngyilkos küldetésre küldte őket.”
A harmadik kötetben Robb Starkot a Vörös Nász nevű esküvőn gyilkolják meg, melyet a skót történelem két hasonló eseménye, a Fekete Vacsora és a glencoe-i mészárlás inspirált. George R. R. Martin elmondta, hogy azért döntött Robb „megölése” mellett, mert szerette volna továbbra is kiszámíthatatlannak megőrizni a történetet: „Megöltem Nedet, mert mindenki hősnek gondolja… a következő kiszámítható lépés, hogy legidősebb fia lép a színre és bosszulja meg apját. Mindenki erre fog számítani. Így Robb megölése lett a következő dolog, amit meg kellett tennem”.
2015-ös Game of Thrones and Business című könyvében Tim Phillips és Rebecca Claire ezzel egyetért: „Az internetet felkavaró sokkhatást alapvetően nem a szereplő halála okozta. Abból rengeteg akad a televízióban. Amitől igazán kitűnik, az a szabályok megszegése – a történetnek egyszerűen nem ebbe az irányba kellett volna haladnia. Nézőként Robb Stark és családja bosszútörténetébe sokat beleinvesztáltunk, és Hollywood történetmesélése alapján világosan nekik kellett volna megnyerniük a Lannisterek elleni háborút – a dolgok így szoktak megtörténni a tündérmesékben”

## A szereplő története a könyvekben

### Trónok harca
Amikor apja, Eddard Stark Királyvárba utazik, hogy Robert király segítője legyen, Robb lesz Deres ura. Eddard letartóztatása után Robb délre vonul egy sereggel, hogy kiszabadítsa apját. A szabad átvonulás érdekében Robb beleegyezik, hogy feleségül veszi a stratégiai fontosságú Ikrek uralkodójának, Walder Freynek az egyik lányát vagy unokáját. Ezután meglepetésszerű támadással megsemmisíti a folyóvidéket ostromló Lannisterek seregét és foglyul ejti Jaime Lannistert. Miután megtudja, hogy apját kivégezték, zászlóhordozói Észak királyának kiáltják ki az ifjú Stark-örököst.

### Királyok csatája
Robb további csatákat nyer a Lannisterek ellen és kiérdemli az Ifjú Farkas becenevet. Anyját, Catelynt tárgyalni küldi Renly Baratheonnal. Renly halála után Robb szövetkezni próbál annak bátyjával, Stannis Baratheonnal és Theon Greyjoyt is elküldi, hogy az megnyerje apjának, a Vas-szigetek uralkodójának, Balon Greyjoynak a támogatását. Balon azonban ehelyett kihasználja a háborút és megtámadja Északot, valamint Theon is a Starkok ellen fordul, elfoglalva Derest és látszólag kivégezve Robb fiútestvéreit, Brant és Rickont.

### Kardok vihara
Az egyik hadművelet során Robb megsebesül és eközben tudomást szerez öccsei állítólagos haláláról is. A sebesült Robb beleszeret nemesi származású ápolónőjébe, Jeyne Westerlingbe és elveszi a lány szüzességét. Hogy Jeyne becsületén ne eshessen csorba, Robb feleségül veszi a lányt, de ezzel felrúgja a Frey-házzal kötött házassági egyezségét és emiatt a Frey-katonák dezertálnak Robb seregéből. Stannis Baratheon, aki a feketevízi csatában súlyos vereséget szenvedett, Melisandre tanácsára vérmágiához folyamodik a három rivális trónkövetelő – Joffrey Baratheon, Robb Stark és Balon Greyjoy – likvidálásához.
Stannis veresége után Robb visszatér Folyóvidékre elhunyt nagyapja, Lord Hoster Tully temetésére. Itt tudomására jut, hogy anyja, Catelyn titokban szabadon engedte a fogoly Jaime Lannistert, cserébe a szintén fogoly Sansáért. Lord Rickard Karstark összeesküvést szervez, mivel Jaime korábban két fiával végzett egy csata során. Robb kénytelen kivégezni Karstarkot, de ezzel elveszíti a Karstark-ház támogatását is. A súlyos helyzetre való tekintettel Robb megpróbálja kiengesztelni a Freyeket és nagybátyját, Edmure Tullyt összeházasítani Walder Frey egyik leányával. A Freyek azt a feltételt szabják, hogy Robb személyesen megjelenik az esküvőn, bocsánatkérő gesztusként.
Úton a Freyek székhelye, az Ikrek felé Robb azt tervezi, hogy seregeket indít Észak védelmére a Greyjoyok ellen, illetve – anyja tiltakozása ellenére – örököseként törvényesíti, illetve felszabadítja az Éjjeli Őrség szolgálata alól Havas Jont, ha ő maga esetleg utód nélkül halna meg. Az esküvőn azonban a fegyvertelen északiakat elárulják és a Vörös Nász néven elhíresült mészárlás során legyilkolják a Freyek, akik korábban titokban szövetkeztek a Lannisterekkel. Robbot a titokban szintén Lannister-párti szövetségese, Roose Bolton személyesen gyilkolja meg – tettéért megkapja Észak őrzőjének a címét.

## Televíziós adaptáció

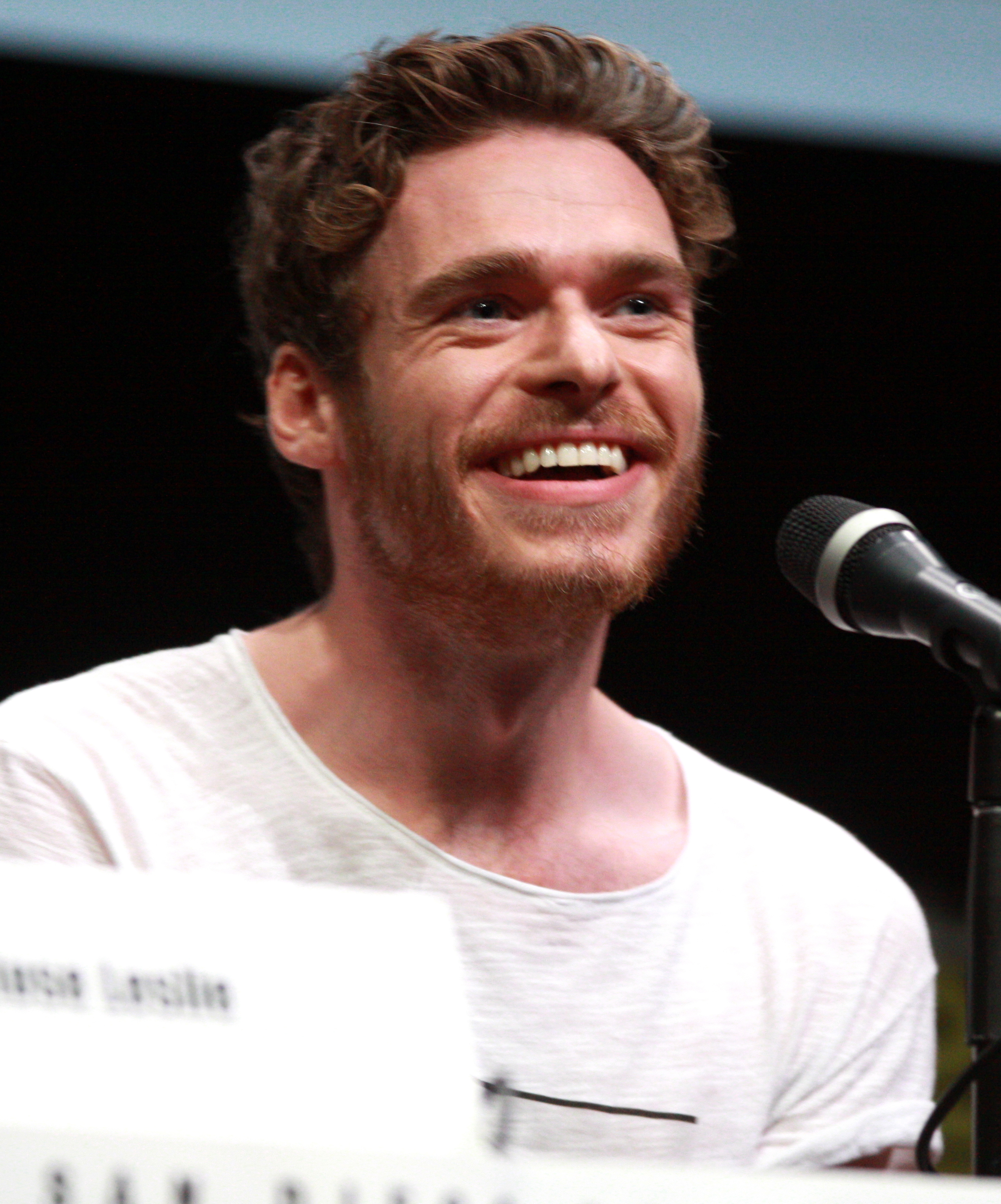
Richard Madden, Robb Stark sorozatbeli megformálója

Robb Starkot Richard Madden alakítja a könyvsorozat televíziós adaptációjában. Több más kiskorú szereplőhöz hasonlóan az eredetileg tizennégy éves Robbot is pár évvel idősebbé tették a sorozatban és egy idősebb színész alakítja. Bár Robb sorozatbeli története többé-kevésbé megegyezik a könyvekben leírtakkal, fontos eltérés a könyvekhez képest, hogy az eredetileg szereplő Jeyne Westerling helyett Robb egy Talisa Maegyr nevű volantisi gyógyítót vesz el feleségül, aki Jeyne-nel ellentétben életét veszti a Vörös Nász során.
Madden elmondása szerint korán megismerte az általa alakított szereplő végzetes sorsát, de ennek ellenére évadonként olvasta el a könyveket és elsősorban a forgatókönyvre összpontosított.

## Fordítás
Ez a szócikk részben vagy egészben  a   Robb Stark című angol Wikipédia-szócikk fordításán alapul.  Az eredeti cikk szerkesztőit annak laptörténete sorolja fel. Ez a jelzés csupán a megfogalmazás eredetét és a szerzői jogokat jelzi, nem szolgál a cikkben szereplő információk forrásmegjelöléseként.